# Armorial des freguesias de Ourém
- il comporte peu ou pas de sources.
- il reste des blasons à dessiner dans cet armorial.

Cette page donne les armoiries (figures et blasonnements) des freguesias de Ourém. 
| Image | Nom de la commune et blasonnement |
| ----- | --------------------------------- |
|       | Alburitel                         |
|       | Atouguia                          |
|       | Casal dos Bernardos               |
|       | Caxarias                          |
|       | Cercal                            |
|       | Espite                            |
|       | Fátima                            |
|       | Formigais                         |
|       | Freixianda                        |
|       | Gondemaria                        |
|       | Matas                             |
|       | Nossa Senhora da Piedade          |
|       | Nossa Senhora das Misericórdias   |
|       | Olival                            |
|       | Ribeira do Fárrio                 |
|       | Rio de Couros                     |
|       | Seiça                             |
|       | Urqueira                          |